# Longitarsus suturellus
Longitarsus suturellus är en skalbaggsart som först beskrevs av Caspar Erasmus Duftschmid 1825.  Longitarsus suturellus ingår i släktet Longitarsus, och familjen bladbaggar. Arten är reproducerande i Sverige.